# 副人之仁
《副人之仁》（英語：Veep）是一部於2012年4月22日在HBO開播的美國情景喜劇。本劇由《幕後危機》與電影《人人有份》的編劇阿曼多·伊安努奇開創，並由原班人馬製作團製作。
2012年4月30日，HBO宣布續訂第2季。2013年5月1日，HBO宣布續訂第3季。2014年4月21日，HBO宣布續訂第4季。2015年4月13日，HBO宣布續訂第5季。2016年4月21日，HBO在第5季首播前，提前續訂第6季。2017年5月25日，HBO宣布續訂第7季。9月6日，證實第7季將為最終季。
本劇獲得評論家一致的好評，並獲得了許多大獎，女主角茱莉亞·路易斯-德瑞弗斯更連續6年贏得黃金時段艾美獎最佳喜劇類影集女主角獎，不僅創下艾美獎史上以同一角色獲獎最多次的演員，也榮登獲得最多座艾美獎殊榮的演員，同時本劇亦連續3屆獲得最佳喜劇影集獎肯定。

## 故事
前參議員瑟琳娜·麥爾（茱莉亞·路易斯-德瑞弗斯 飾）接受徵招成為美國新任副總統，其後卻發現這份「工作」正如之前被預警過的一樣，一點都不如她預期。現在，瑟琳娜和其團隊努力想為國家盡一己之力，一方面積極避免被捲入華盛頓特區日復一日的政治遊戲中。

## 登場人物
| 演員                   | 角色              | 登場季數        | 登場季數        | 登場季數        | 登場季數        | 登場季數        | 登場季數        | 登場季數        | 登場 集數 |
| 演員                   | 角色              | 1               | 2               | 3               | 4               | 5               | 6               | 7               | 登場 集數 |
| ---------------------- | ----------------- | --------------- | --------------- | --------------- | --------------- | --------------- | --------------- | --------------- | --------- |
| 茱莉亞·路易斯-德瑞弗斯 | 瑟琳娜·麥爾       | 主演            | 主演            | 主演            | 主演            | 主演            | 主演            | 主演            | 58        |
| 安娜·克倫斯基          | 艾咪·布海默       | 主演            | 主演            | 主演            | 主演            | 主演            | 主演            | 主演            | 58        |
| 托尼·海爾              | 蓋瑞·沃許         | 主演            | 主演            | 主演            | 主演            | 主演            | 主演            | 主演            | 58        |
| 雷德·史考特            | 丹·伊根           | 主演            | 主演            | 主演            | 主演            | 主演            | 主演            | 主演            | 58        |
| 提摩西·西蒙斯          | 喬納·萊恩         | 主演            | 主演            | 主演            | 主演            | 主演            | 主演            | 主演            | 58        |
| 麥特·華許              | 麥克·麥林塔克     | 主演            | 主演            | 主演            | 主演            | 主演            | 主演            | 主演            | 58        |
| 舒芙·布萊蕭            | 蘇·威爾森         | 主演            | 主演            | 主演            | 主演            | 主演            | Does not appear | Does not appear | 47        |
| 凱文·鄧恩              | 班·凱弗迪         | Does not appear | 常設            | 主演            | 主演            | 主演            | 主演            | 主演            | 47        |
| 蓋瑞·柯爾              | 肯特·戴維森       | Does not appear | 常設            | 常設            | 主演            | 主演            | 主演            | 主演            | 48        |
| 山姆·理查德森          | 理察·史普列特     | Does not appear | Does not appear | 常設            | 主演            | 主演            | 主演            | 主演            | 33        |
| 凱特·伯頓              | 芭芭拉·哈洛斯     | 常設            | Does not appear | Does not appear | Does not appear | Does not appear | 客串            | Does not appear | 3         |
| 布萊恩·赫斯基          | 里昂·衛斯特       | 常設            | 客串            | 客串            | 客串            | 常設            | 常設            | Does not appear | 10        |
| 彼得·格羅茲            | 席尼·柏沙         | 常設            | 常設            | Does not appear | 常設            | 常設            | Does not appear | Does not appear | 11        |
| 菲爾·里夫斯            | 安德魯·多爾       | 常設            | 常設            | 常設            | 常設            | 常設            | 客串            | Does not appear | 19        |
| 安迪·巴克利            | 泰德·卡倫         | 常設            | Does not appear | Does not appear | Does not appear | Does not appear | Does not appear | Does not appear | 3         |
| 威廉·L·湯瑪士          | 馬丁·寇林斯       | 常設            | 常設            | 客串            | Does not appear | Does not appear | Does not appear | Does not appear | 5         |
| 丹·巴克達爾            | 羅傑·弗隆         | 客串            | 常設            | 客串            | 常設            | 常設            | 常設            | Does not appear | 21        |
| 尼爾森·富蘭克林        | 威爾              | 客串            | 常設            | Does not appear | Does not appear | 常設            | 常設            | Does not appear | 17        |
| 布萊德·利蘭            | 比爾·歐布萊恩     | 客串            | 客串            | Does not appear | 常設            | 常設            | Does not appear | Does not appear | 6         |
| 藍道爾·朴              | 丹尼·鍾           | 客串            | 常設            | 常設            | 客串            | 客串            | 客串            | Does not appear | 13        |
| 莎拉·蘇瑟蘭            | 凱瑟琳·麥爾       | 客串            | 常設            | 常設            | 常設            | 常設            | 常設            | Does not appear | 36        |
| 大衛·帕斯奎西          | 安德魯·麥爾       | Does not appear | 常設            | 客串            | Does not appear | 常設            | 常設            | Does not appear | 11        |
| 潔西卡·聖·克萊兒       | 達娜              | Does not appear | 常設            | 客串            | Does not appear | Does not appear | Does not appear | Does not appear | 4         |
| 扎克·伍茲              | 艾德·韋伯斯特     | Does not appear | 常設            | 客串            | Does not appear | Does not appear | Does not appear | Does not appear | 3         |
| 大衛·瑞奇              | 吉姆·馬伍德       | Does not appear | 常設            | Does not appear | 客串            | 常設            | 客串            | Does not appear | 8         |
| 瑪莉·凱薩琳·蓋瑞森     | 蘇菲·布海默       | Does not appear | 常設            | Does not appear | 客串            | 常設            | Does not appear | Does not appear | 5         |
| 小伊塞亞·維特洛克      | 喬治·梅鐸斯       | Does not appear | 客串            | 常設            | 客串            | Does not appear | Does not appear | Does not appear | 7         |
| 克雷格·卡考斯基        | 克里夫            | Does not appear | 客串            | Does not appear | Does not appear | 常設            | Does not appear | Does not appear | 5         |
| 凱西·那吉米            | 溫蒂·基根         | Does not appear | Does not appear | 常設            | 客串            | 常設            | 客串            | Does not appear | 10        |
| 迪爾瑞克·貝德          | 比爾·艾瑞克森     | Does not appear | Does not appear | 常設            | 常設            | 常設            | 常設            | Does not appear | 18        |
| 格倫·瑞吉              | 喬伊·佐恩希爾     | Does not appear | Does not appear | 常設            | Does not appear | Does not appear | Does not appear | Does not appear | 4         |
| 保羅·費茲傑洛德        | 歐溫·皮爾斯       | Does not appear | Does not appear | 客串            | 常設            | Does not appear | Does not appear | Does not appear | 4         |
| 南西·萊妮翰            | 萊恩太太          | Does not appear | Does not appear | 客串            | Does not appear | 常設            | Does not appear | Does not appear | 5         |
| 休·羅利                | 湯姆·詹姆士       | Does not appear | Does not appear | Does not appear | 常設            | 常設            | 客串            | Does not appear | 15        |
| 派頓·奧斯瓦特          | 泰迪·賽克斯       | Does not appear | Does not appear | Does not appear | 常設            | 客串            | 客串            | Does not appear | 7         |
| 蕾寧·巴罕              | 凱倫·柯林斯       | Does not appear | Does not appear | Does not appear | 常設            | 常設            | Does not appear | Does not appear | 6         |
| 札克·奧思              | 吉姆·歐文         | Does not appear | Does not appear | Does not appear | 常設            | 客串            | Does not appear | Does not appear | 3         |
| 潔西·恩尼斯            | 莉·帕特森         | Does not appear | Does not appear | Does not appear | 常設            | Does not appear | Does not appear | Does not appear | 4         |
| 史考特·艾德西特        | 葛雷格            | Does not appear | Does not appear | Does not appear | 客串            | 常設            | 客串            | Does not appear | 6         |
| 馬丁·莫爾              | 鮑伯·布萊德利     | Does not appear | Does not appear | Does not appear | Does not appear | 常設            | Does not appear | Does not appear | 4         |
| 約翰·斯拉特里          | 查理·貝爾德       | Does not appear | Does not appear | Does not appear | Does not appear | 常設            | Does not appear | Does not appear | 6         |
| 蘿倫·鮑爾斯            | 蒙妮卡            | Does not appear | Does not appear | Does not appear | Does not appear | 常設            | 客串            | Does not appear | 4         |
| 凱·卡倫                | 茱蒂·謝曼         | Does not appear | Does not appear | Does not appear | Does not appear | 常設            | Does not appear | Does not appear | 3         |
| 埃文·阿諾德            |                   | Does not appear | Does not appear | Does not appear | Does not appear | 常設            | Does not appear | Does not appear | 3         |
| 可莉·杜瓦              | 馬嘉莉·帕密亞提   | Does not appear | Does not appear | Does not appear | Does not appear | 常設            | 常設            | Does not appear | 19        |
| 菲爾·拉瑪              | 保羅·葛瑞佛       | Does not appear | Does not appear | Does not appear | Does not appear | 常設            | 客串            | Does not appear | 4         |
| 彼得·邁克尼科爾        | 傑夫·肯恩         | Does not appear | Does not appear | Does not appear | Does not appear | 常設            | 客串            | Does not appear | 6         |
| J·P·曼諾克斯           | 克拉克            | Does not appear | Does not appear | Does not appear | Does not appear | 常設            | 常設            | Does not appear | 7         |
| 塞斯·莫利斯            | 比爾·葉格         | Does not appear | Does not appear | Does not appear | Does not appear | 常設            | 常設            | Does not appear | 5         |
| 蘇瑪莉·蒙塔諾          | 喬絲·凱弗迪       | Does not appear | Does not appear | Does not appear | Does not appear | 常設            | 客串            | Does not appear | 3         |
| 布萊恩·多依爾-莫瑞     | 喬治·亨齊格       | Does not appear | Does not appear | Does not appear | Does not appear | 常設            | 客串            | Does not appear | 3         |
| 麥特·歐伯格            | 巴迪·柯洪         | Does not appear | Does not appear | Does not appear | Does not appear | 常設            | 常設            | Does not appear | 7         |
| 安德蕾雅·薩維奇        | 蘿拉·蒙泰斯       | Does not appear | Does not appear | Does not appear | Does not appear | 常設            | 常設            | Does not appear | 7         |
| 韋恩·維爾德森          | 韋恩              | Does not appear | Does not appear | Does not appear | Does not appear | 常設            | 客串            | Does not appear | 7         |
| 哈里斯·尤林            | 詹姆斯·惠特曼     | Does not appear | Does not appear | Does not appear | Does not appear | 常設            | Does not appear | Does not appear | 2         |
| 摩根·史密斯            | 肯蒂·克魯梭       | Does not appear | Does not appear | Does not appear | Does not appear | 常設            | 常設            | Does not appear | 6         |
| 李陳                   | 翻譯員            | Does not appear | Does not appear | Does not appear | Does not appear | 常設            | 客串            | Does not appear | 3         |
| 烏斯曼·艾利            | 艾爾·賈法         | Does not appear | Does not appear | Does not appear | Does not appear | 客串            | 常設            | Does not appear | 5         |
| 潔西卡·查芬            | 潔拉提            | Does not appear | Does not appear | Does not appear | Does not appear | 客串            | 常設            | Does not appear | 5         |
| 瑪格麗特·柯林          | 珍·麥凱布         | Does not appear | Does not appear | Does not appear | Does not appear | Does not appear | 常設            | Does not appear | 7         |
| 尤金·科戴洛            | 巴茲·卡納哈雷     | Does not appear | Does not appear | Does not appear | Does not appear | Does not appear | 常設            | Does not appear | 2         |
| 茵蒂雅·德·博福特       | 布麗·拉馬強       | Does not appear | Does not appear | Does not appear | Does not appear | Does not appear | 常設            | Does not appear | 5         |
| 喬納森·哈德瑞          | 謝曼·坦茲         | Does not appear | Does not appear | Does not appear | Does not appear | Does not appear | 常設            | Does not appear | 5         |
| 瑪莉·霍蘭德            | 香妮·坦茲         | Does not appear | Does not appear | Does not appear | Does not appear | Does not appear | 常設            | Does not appear | 5         |
| 托比·哈斯              | 寇帝·史特吉       | Does not appear | Does not appear | Does not appear | Does not appear | Does not appear | 常設            | Does not appear | 2         |
| 保羅·許爾              | 史帝維            | Does not appear | Does not appear | Does not appear | Does not appear | Does not appear | 常設            | Does not appear | 8         |
| 莎莉·菲利浦斯          | 米娜·哈姬諾       | Does not appear | 客串            | 客串            | Does not appear | 客串            | 客串            | Does not appear | 4         |
| 馬志                   | 盧錫進            | Does not appear | Does not appear | Does not appear | Does not appear | 客串            | 客串            | Does not appear | 2         |
| 赫克特·雨果            | 亞歷杭德羅·蒙泰斯 | Does not appear | Does not appear | Does not appear | Does not appear | 客串            | 客串            | Does not appear | 2         |
| 瑞克·奧文頓            | 薩莫林            | Does not appear | Does not appear | Does not appear | Does not appear | 客串            | 客串            | Does not appear | 2         |

### 主要人物
- 茱莉亞·路易斯-德瑞弗斯 飾演 瑟琳娜·凱瑟琳·麥爾（Selina Catherine Meyer）

律師出身，1991年至2001年間任美國馬里蘭州眾議員，2001年至2013年任美國馬里蘭州參議員，2013年成為美國第47任副總統。2016年時，因史都華·休斯總統退位，於是成為了第45任美國總統，後來在參選2017年總統大選時落敗，因此成為一年短命總統，不過她卻創下了美國政治史上首位女性副總統與女性總統兩項紀錄。
- 安娜·克倫斯基 飾演 艾咪·布海默（Amy Brookheimer）

瑟琳娜的幕僚之一，是個實力堅強有野心的女性。在瑟琳娜擔任副總統時，任職副總統幕僚長。與丹有過一段情，對丹極其厭惡，並維持著競爭關係，卻同時有些曖昧，還曾因為協議而和喬納約過一次會。在丹成為瑟琳娜競選總統的競選經理時，刻意在背後捅了丹一刀，並成功頂替丹成為瑟琳娜的新任競選經理。因凱倫的關係而與瑟琳娜鬧翻過，並離開了瑟琳娜團隊。在丹的推薦下來到席尼旗下擔任說客，後與瑟琳娜和好，並回歸瑟琳娜團隊，擔任總統高級顧問。在瑟琳娜卸下總統一職後，輔佐未婚夫巴迪競選州長，卻在巴迪宣布退選後，離開巴迪回歸瑟琳娜的團隊。
- 托尼·海爾 飾演 蓋瑞·沃許（Gary Walsh）

瑟琳娜的個人助手，是瑟琳娜長期以來的忠實夥伴。在多年擔任她的助手後，他私底下已成了“貼身助理”，只要有瑟琳娜的地方就會有他的身影，包包內總是放著瑟琳娜所需的報紙、雜誌、美妝、髮膠及甜食等，是瑟琳娜日常生活中不可或缺的人物。常常被大家誤會是名同性戀，但事實上似乎喜歡著瑟琳娜。
- 雷德·史考特 飾演 丹·伊根（Dan Egan）

瑟琳娜擔任副總統時期的代理助手，也是副通訊主任。是個野心勃勃的人物，為了上位可以用盡各種辦法與手段，曾和艾咪有過一段情。一心想向瑟琳娜要求較高職位，在一次意外中，成為瑟琳娜競選總統的競選經理，卻因為艾咪的小動作以及恐慌症發作而不得不退下。因開除事件而成為瑟琳娜團隊的代罪羔羊，在辭去白宮職位後，轉投席尼旗下擔任說客，但後來因與席尼鬧翻而辭職。在瑟琳娜競選總統時，被艾咪召回幫忙驗票事宜，事後成為湯姆團隊的一員，而後成為喬納的競選總幹事。在瑟琳娜卸任總統後，成為《CBS晨間新聞》主持人。
- 提摩西·西蒙斯 飾演 喬納·萊恩（Jonah Ryan）

在瑟琳娜擔任副總統時期任職白宮聯繫人，扮演著總統與副總統辦公室的橋樑，在兩者間不停傳遞訊息。是個人見人嫌的人物，有著嚴重的自我感覺良好症，其是靠舅舅的關係才能夠在白宮工作。因自創部落格惹事而遭肯特開除，因此他成立了網路新聞站來諷刺政治人物，不過同樣遭受危機，後來再度復職成為白宮聯繫人。在被降職為理察的下屬後，被舅舅傑夫推派競選新罕布夏州眾議員，好替表兄弟艾斯拉卡位，並成為選舉砲灰。在成為眾議員後，受到謝曼·坦茲的金援，並與其千金香妮相戀進而訂婚。
- 麥特·華許（英语：Matt Walsh (comedian)） 飾演 麥克·麥林塔克（Mike McLintock）

在瑟琳娜擔任副總統時，身兼副總統助手及通訊主任，是政治溝通場合的固定成員，首次和瑟琳娜共事是在她還是馬里蘭州參議員的時候。在瑟琳娜成為第45屆總統時，升官為白宮新聞秘書。與溫蒂結婚後，領養了一個中國小女孩。在瑟琳娜卸任總統後，退居家庭，後來為賺奶粉錢，而重新回歸瑟琳娜的團隊，著手撰寫瑟琳娜的回憶錄。
- 舒芙·布萊蕭（英语：Sufe Bradshaw） 飾演 蘇·威爾森-萊文森（Sue Wilson-Levinson）

副總統辦公室的行政助理，負責安排副總統每天的會議與活動行程，同時也像極了副總統的“守門員”。她直接的講話方式和正經的態度為她贏得很多仰慕者，但也讓同僚們感到害怕，甚至連肯特都被她收服。是個堅持公私分明的人，因此未邀請同事參加婚禮，使得在她結婚後的一年大家得知此事，更冠夫姓萊文森。
- 凱文·鄧恩 飾演 班·凱弗迪（Ben Cafferty）

白宮幕僚長，個性敏感，常常陷入憂鬱。當事情排山倒海地來的時候，班習慣藏在櫥櫃裡，重新調整自己。儘管總是神經緊張，班有時也很有洞察力。在瑟琳娜卸任總統後，嘗試在優步工作，卻因不適應，而勉為其難的加入喬納的團隊擔任幕僚。
- 蓋瑞·柯爾 飾演 肯特·戴維森（Kent Davison）

總統的資深策略顧問，是個數字狂熱者，凡事皆以數字計算而成，因此有著冷酷及不知變通的缺點。在選舉期間，曾逼迫瑟琳娜和前夫外出，以呈現恩愛夫妻的假象，這即是他和瑟琳娜所存在的不快往事。在瑟琳娜卸任總統後，逼不得已成為喬納的幕僚。
- 山姆·理查德森（英语：Sam Richardson (actor)） 飾演 理察·約翰·史普列特（Richard John Splett）

代替蓋瑞成為瑟琳娜新書巡迴簽名會的助手，後成為艾咪的助理。高學歷及任勞任怨是他的優點，缺點就是不會看眼色也很兩光。因艾咪受不了他，故丹命他為喬納的助理。自稱理察·T·史普列特，但卻不符合自己的全名。熱愛小歌劇。

### 常設人物
- 休·羅利 飾演 湯瑪斯·“湯姆”·詹姆士（Thomas "Tom" James）

緬因州參議員，瑟琳娜的新任副總統搭檔。與瑟琳娜的關係微妙，在瑟琳娜與歐布萊恩打成平手後，刻意讓總統選舉進入參議院，好獲得成為總統的機會，結果卻出乎意料。
- 丹·巴克達爾（英语：Dan Bakkedahl） 飾演 羅傑·弗隆（Roger Furlong）

充滿野心的俄亥俄州國會議員兼國會監督委員會高級成員，民主黨員。是個惡毒、口德差又自以為幽默的政治人物。
- 馬丁·莫爾（英语：Martin Mull） 飾演 鮑伯·布萊德利（Bob Bradley）

政治老鳥，人稱“老鷹”，班與肯特的導師。協助瑟琳娜處理驗票事宜，卻被發現患有阿茲海默症。
- 凱特·伯頓（英语：Kate Burton (actress)） 飾演 芭芭拉·哈洛斯（Barbara Hallowes）

美國內華達州參議員。
- 派頓·奧斯瓦特（英语：Patton Oswalt） 飾演 泰迪·賽克斯（Teddy Sykes）

多爾的副總統的參謀長，經常玩笑性的猥褻喬納，後被知情的多爾開除。
- 菲爾·里夫斯（英语：Phil Reeves） 飾演 安德魯·多爾（Andrew Doyle）

美國參議員兼參議院情報委員會主席，民主黨員。在瑟琳娜擔任總統時，出任第48任副總統，後因副總統一職常遭冷落而選擇請辭。在蒙泰斯掌權時，擔任美國國務卿。
- 馬志 飾演 盧錫進（Lu Chi-Jang）

中華人民共和國領導人、中國共產黨中央委員會總書記。
- 約翰·斯拉特里 飾演 查理·貝爾德（Charlie Baird）

金融家，與瑟琳娜戀愛後分手。後來出任蘿拉執政時期的美國財政部長。
- 史考特·艾德西特（英语：Scott Adsit） 飾演 葛雷格（Greg）

CNN新聞主播。
- 凱西·那吉米（英语：Kathy Najimy） 飾演 溫蒂·基根（Wendy Keegan）

麥克的妻子，為一名記者。
- 莎拉·蘇瑟蘭（英语：Sarah Sutherland） 飾演 凱瑟琳·瑟琳娜·麥爾（Catherine Selina Meyer）

瑟琳娜的女兒，總是被瑟琳娜冷落。與瑟琳娜的貼身護衛馬嘉莉相戀，進而結為連理。
- 迪爾瑞克·貝德 飾演 比爾·艾瑞克森（Bill Ericsson）

有能力的競選經理，為喬伊效勞。退出喬伊的團隊後，加入瑟琳娜的團隊並成為白宮新任通信處長，與艾咪相互競爭。因數據洩漏及遊說事件成為代罪羔羊，而遭受牢獄之災。
- 烏斯曼·艾利（Usman Ally） 飾演 穆罕默德·賓·拉瑟·賓·卡里法·艾爾·賈法（Mohammed bin Nasser bin Khalifa Al Jaffar）

卡達大使，與瑟琳娜相戀。
- 潔西卡·查芬（英语：Jessica Chaffin） 飾演 潔拉提（Gellardi）

美國眾議院眾議員，「傑佛森家族」成員。
- 瑪格麗特·柯林 飾演 珍·麥凱布（Jane McCabe）

《CBS晨間新聞》女主持人，丹的搭檔，脾氣相當暴躁。
- 尤金·科戴洛（Eugene Cordero） 飾演 巴茲·卡納哈雷（Buzzy Kanahale）

《CBS晨間新聞》主持人之一。
- 茵蒂雅·德·博福特（英语：India de Beaufort） 飾演 布麗·拉馬強（Brie Ramachandran）

《CBS晨間新聞》主持人之一。
- 蘿倫·鮑爾斯（英语：Lauren Bowles） 飾演 蒙妮卡（Monica）

安德魯的新歡，知名美食家。
- 凱·卡倫（英语：K Callan） 飾演 茱蒂·謝曼（Judy Sherman）

資深議員哈利·謝曼的遺孀，喬納的國小老師兼新罕布夏州眾議員選舉競爭對手。
- 布萊恩·多依爾-莫瑞（英语：Brian Doyle-Murray） 飾演 喬治·亨齊格（George Huntzinger）

美國眾議院眾議員。
- 可莉雅·杜瓦（英语：Clea DuVall） 飾演 馬嘉莉·帕密亞提（Marjorie Palmiotti）

瑟琳娜擔任總統時的新任貼身護衛。與凱瑟琳相戀，後結為連理。
- 尼爾森·富蘭克林（英语：Nelson Franklin） 飾演 威爾（Will）

弗隆的助手，自15歲起便替弗隆工作。
- 埃文·阿諾德（英语：Evan Arnold）

記者。
- 喬納森·哈德瑞（英语：Jonathan Hadary） 飾演 謝曼·坦茲（Sherman Tanz）

私營監獄所有人，一名涉嫌賄絡與逃漏稅的億萬富翁，曾獲得瑟琳娜的特赦。
- 瑪莉·霍蘭德（英语：Mary Holland (actor)） 飾演 香妮·坦茲（Shawnee Tanz）

謝曼·坦茲的女兒，與喬納交往。
- 小伊塞亞·維特洛克（英语：Isiah Whitlock Jr.） 飾演 喬治·梅鐸斯（George Maddox）

前美國國防部長，瞧不起瑟琳娜而與她為敵。後成為瑟琳娜競選總統的對手之一。
- 藍道爾·朴 飾演 丹尼·鍾（Danny Chung）

明尼蘇達州州長，民主黨員，為瑟琳娜的政敵之一。
- 彼得·格羅茲（英语：Peter Grosz） 飾演 席尼·柏沙（Sidney Purcell）

石油說客，歐布萊恩的支持者。
- 布萊德·利蘭（英语：Brad Leland） 飾演 威廉·“比爾”·歐布萊恩（William "Bill" O'Brien）

共和黨員，瑟琳娜競選總統的對手。
- 赫克特·雨果（Hector Hugo） 飾演 亞歷杭德羅·蒙泰斯（Alejandro Montez）

蘿拉的丈夫，美國首位第一先生。
- 菲爾·拉瑪 飾演 保羅·葛瑞佛（Paul Graves）

美國眾議院眾議員，共和黨員。
- 瑪莉·凱薩琳·蓋瑞森（Mary Catherine Garrison） 飾演 蘇菲·布海默（Sophie Brookheimer）

艾咪的妹妹，和艾咪極度不合。
- 托比·哈斯 飾演 寇帝·史特吉（Quartie Sturges）

- 南西·萊妮翰（英语：Nancy Lenehan） 飾演 萊恩太太（Mrs. Ryan）

喬納的母親。
- 彼得·邁克尼科爾 飾演 傑夫·肯恩（Jeff Kane）

喬納的舅舅，在新罕布夏州政壇擁有極大權力的人物。
- 麥特·歐伯格（英语：Matt Oberg） 飾演 巴迪·柯洪（Buddy Calhoun）

內華達州國務部長，對艾咪有意思。在與艾咪訂婚後，有意角逐州長選舉，但卻為了和艾咪過上平凡幸福的生活而退選，結果艾咪卻因此離開了他。
- 莎莉·菲利浦斯（英语：Sally Phillips） 飾演 米娜·哈姬諾（Minna Häkkinen）

芬蘭前總理，視瑟琳娜為好友。
- 克雷格·卡考斯基（Craig Cackowski） 飾演 克里夫（Cliff）

喬納的下屬。
- 蕾寧·巴罕（英语：Lennon Parham） 飾演 凱倫·柯林斯（Karen Collins）

瑟琳娜的新任總統高級顧問，為瑟琳娜的好友。只會附和大家的計畫和消息，實質上對團隊沒有太大的幫助。
- 潔西卡·聖·克萊兒（英语：Jessica St. Clair） 飾演 達娜（Dana）

蓋瑞過度佔有慾的女友，視艾咪為敵人。
- 大衛·帕斯奎西 飾演 安德魯·麥爾（Andrew Meyer）

瑟琳娜的前夫，與瑟琳娜又愛又恨，是個金融騙子，也是個對感情不忠的男人。
- 布萊恩·赫斯基（英语：Brian Huskey） 飾演 里昂·衛斯特（Leon West）

華盛頓郵報紐約部資深記者，對瑟琳娜團隊的態度極度不友善。
- J·P·曼諾克斯 飾演 克拉克（Clark）

美國眾議院眾議員，「傑佛森家族」成員。
- 蘇瑪莉·蒙塔諾（英语：Sumalee Montano） 飾演 喬絲·凱弗迪（Joyce Cafferty）

班的妻子。
- 塞斯·莫利斯（英语：Seth Morris） 飾演 比爾·葉格（Bill Jaeger）

美國眾議院眾議員。
- 潔西·恩尼斯（Jessie Ennis） 飾演 莉·帕特森（Lee Patterson）

白宮行政人員，常常被眾人忘記名字，後因數據外洩問題遭到開除。
- 保羅·費茲傑洛德（Paul Fitzgerald） 飾演 歐溫·皮爾斯（Owen Pierce）

民主黨員，立場尷尬的國會議員，為瑟琳娜競選總統的對手之一。
- 札克·奧思（英语：Zak Orth） 飾演 吉姆·歐文（Jim Owens）

美國白宮通訊處長。
- 瑞克·奧文頓（英语：Rick Overton） 飾演 薩莫林（[] 错误：{{Lang}}：无文本（帮助））

- 大衛·瑞奇（英语：David Rasche） 飾演 吉姆·馬伍德（Jim Marwood）

美國眾議院議長，共和黨員。
- 安德蕾雅·薩維奇（英语：Andrea Savage） 飾演 蘿拉·蒙泰斯（Laura Montez）

歐布萊恩參選總統的副手，共和黨員。後成為美國第46任總統，也為美國首位拉丁裔女性總統。
- 扎克·伍茲 飾演 艾德·韋伯斯特（Ed Webster）

艾咪的男友後分手，常因艾咪注重工作而被艾咪忽視。
- 摩根·史密斯（英语：Morgan Smith Goodwin） 飾演 肯蒂·克魯梭（Candi Caruso）

本名：肯蒂絲·克魯梭（Candace Caruso），有實力的女性，總是在被瑟琳娜幕僚招募後取消職缺，後成為蒙太斯總統的幕僚長。
- 保羅·許爾（英语：Paul Scheer） 飾演 史帝維（Stevie）

《CBS晨間新聞》製作人。
- 安迪·巴克利（英语：Andy Buckley） 飾演 泰德·卡倫（Ted Cullen）

瑟琳娜的情人，後因流產風波而分手。
- 韋恩·維爾德森（英语：Wayne Wilderson） 飾演 韋恩（Wayne）

記者。
- 哈里斯·尤林（英语：Harris Yulin） 飾演 詹姆斯·惠特曼（James Whitman）

歐布萊恩團隊幕僚之一。
- 威廉·L·湯瑪士（William L. Thomas） 飾演 馬丁·寇林斯（Martin Collins）

特勤人員，因常對瑟琳娜的言行發出譏笑而被調職，後因輿論而再度被調回瑟琳娜身邊。
- 格倫·瑞吉（英语：Glenn Wrage） 飾演 喬伊·佐恩希爾（Joe Thornhill）

前美國職業棒球大聯盟教練，民主黨員，為瑟琳娜競選總統的對手之一。
- 李陳

中文翻譯員。

## 集數
| 季數 | 集数 | 集数 | 首播日期      | 首播日期      |
| 季數 | 集数 | 集数 | 首映          | 季终          |
| ---- | ---- | ---- | ------------- | ------------- |
| 1    | 8    | 8    | 2012年4月2日  | 2012年6月10日 |
| 2    | 10   | 10   | 2013年4月14日 | 2013年6月23日 |
| 3    | 10   | 10   | 2014年4月6日  | 2014年6月8日  |
| 4    | 10   | 10   | 2015年4月12日 | 2015年6月14日 |
| 5    | 10   | 10   | 2016年4月24日 | 2016年6月26日 |
| 6    | 10   | 10   | 2017年4月16日 | 2017年6月18日 |
| 7    | 7    | 7    | 2019年3月31日 | 2019年5月12日 |

## 開發

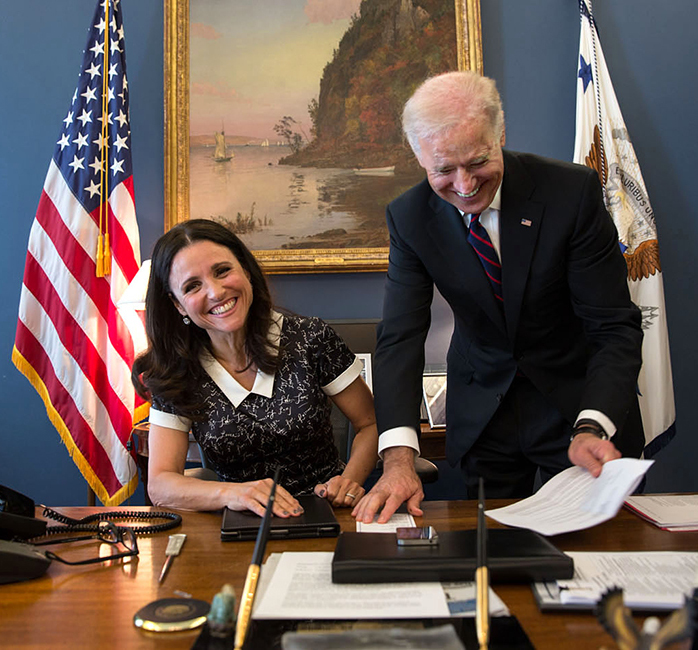
茱莉亞·路易斯-德瑞弗斯與副總統喬·拜登於白宮合影

### 《幕後危機》

#### BBC系列
《副人之仁》使用了與阿曼多·伊安努奇開創之BBC電視情景喜劇《幕後危機》相同的真實電影拍攝風格。《幕後危機》於2005年開播，並獲得許多殊榮。於2009年製作了番外電影《人人有份》，並獲奧斯卡最佳改編劇本獎提名。

#### ABC試播集
ABC製作了美國版《幕後危機》的試播集，並有機會成為2007年–2008年電視季度新劇。該試播集由米謝爾·赫維茲與理查·戴伊開創，索尼影視電視與BBC全球製作，並由克里斯多夫·葛斯特執導，故事講述美國國會低階成員的每日生活。原系列開創阿曼多·伊安努奇僅掛名製作，並未真正參與製作。
於試播集中，約翰·邁克·希金斯飾演新當選的議員艾爾伯特·艾爾傑（Albert Alger），奧利弗·普萊特則飾演國會主席瑪爾坎姆·塔克（Malcolm Tucker）。蕾亚·塞洪飾演年輕有野心的撰稿者奧莉·塔茲歐（Ollie Tadzio），邁克爾·邁克基恩飾演國會議員參謀長格倫·格拉姆（Glen Glahm）。
後來ABC並未預訂該劇成為2007年秋季新劇，而伊安努奇對於自己並未參與製作表示：「這真的很糟...他們將想法與風格通通換掉，並全部採用常規拍攝，也沒有即興發揮以及髒話。沒獲預訂，真是感謝天。」

### HBO開發
在ABC取消製作後，HBO、Showtime與NBC皆有意開發美國版本。後來，伊安努奇再次與HBO洽談（原先便屬意HBO）有關改編系列一事，最終於2009年底確定將製作一部以美國副總統為主角的系列。
伊安努奇獲得了更多改編版的創作權，並和共同於《幕後危機》合作的西門·布萊克威爾共同撰寫試播集。2011年4月，HBO宣布預訂第1季全季。
女主角茱莉亞·路易斯-德瑞弗斯表示本劇並不會將故事聚焦於總統或是政黨人物。

## 製作
第1季導演包括阿曼多·伊安努奇、崔斯特姆·薛皮洛與克里斯·莫利斯，執行製作有阿曼多·伊安努奇、克里斯托弗·嘉德席克（Christopher Godsick）與法蘭克·瑞奇，共同執行製作有西門·布萊克威爾與托尼·羅氏，茱莉亞·路易斯-德瑞弗斯與史蒂芬妮·連恩（Stephanie Laing）則擔任製作。本劇除阿曼多·伊安努奇與西門·布萊克威爾之外，還包含與伊安努奇於《幕後危機》中合作過的西恩·格雷、威爾·史密斯、羅傑·德魯、Ian Martin與傑西·阿姆斯特朗等英國編劇團隊。
系列主創阿曼多·伊安努奇表示在完成第4季的製作後，宣布離開劇組，主因是往後行程繁忙，以及其難以平衡位於倫敦的家與位在巴爾的摩的工作，同時也有意嘗試開發新計畫。自第5季開始，大衛·曼德爾接任節目統籌位置，成為本劇首位美國籍編劇。伊安努奇的編劇團隊部分成員將會留下，而克里斯·艾迪生除了擔任導演外，也將重回監製的身分，同時劇組將會加入一批美國編劇。
由於茱莉亞·路易斯-德瑞弗斯於2017年9月被診斷出罹患乳癌，製作團隊決定為其推遲最終季第7季的製作，預計於2018年8月開拍，於2019年首播。

### 拍攝
試播集於2011年2月在馬里蘭州拍攝，2011年10月於巴爾的摩展開系列拍攝，該劇經歷數月的排練，為的是讓演員能夠舒適的即興演出。據馬里蘭州電影辦公室數據顯示，《副人之仁》第1季的拍攝雇用了978名當地人於劇組工作，並為該州創造了4000萬美元的收益。第2季的製作始於2012年11月，並同樣在巴爾的摩及馬里蘭州的其他地區拍攝。劇組首先在哥倫比亞的工業倉庫建立片場系統，並在該倉庫打造了艾森豪威爾行政辦公樓及白宮西翼辦公室的複製品，以作為此兩場景的拍攝。由於馬里蘭州眾議院於2013年4月通過了該州電影與電視製作之稅收抵免法案，因此第3季及第4季仍在馬里蘭州進行拍攝與製作。而後拍攝地點延伸至安納波利斯及大學公園市馬里蘭大學分校物理科學綜合系等。
在獲加利福尼亞州電影委員會加入加利福尼亞州州長傑瑞·布朗在2014年簽署的擴大至3.3億美元的電影稅收計劃後，本劇拍攝自第5季起從馬里蘭州巴爾的摩移師至加利福尼亞州洛杉磯。於第5季製作期間，劇組在2016年2月25日至3月3日間，於華盛頓哥倫比亞特區展開短暫的拍攝，隨著HBO的社區影響力，在此為期8天的拍攝期間，部分當地居民加入了劇組協助拍攝。據報導指出，劇組在哥倫比亞特區高等法院、春谷（女主角茱莉亞·路易斯-德瑞弗斯曾居住之地）以及杜邦圓環上之克拉瑪書與後記獨立書店等地皆有取景。

## 評價

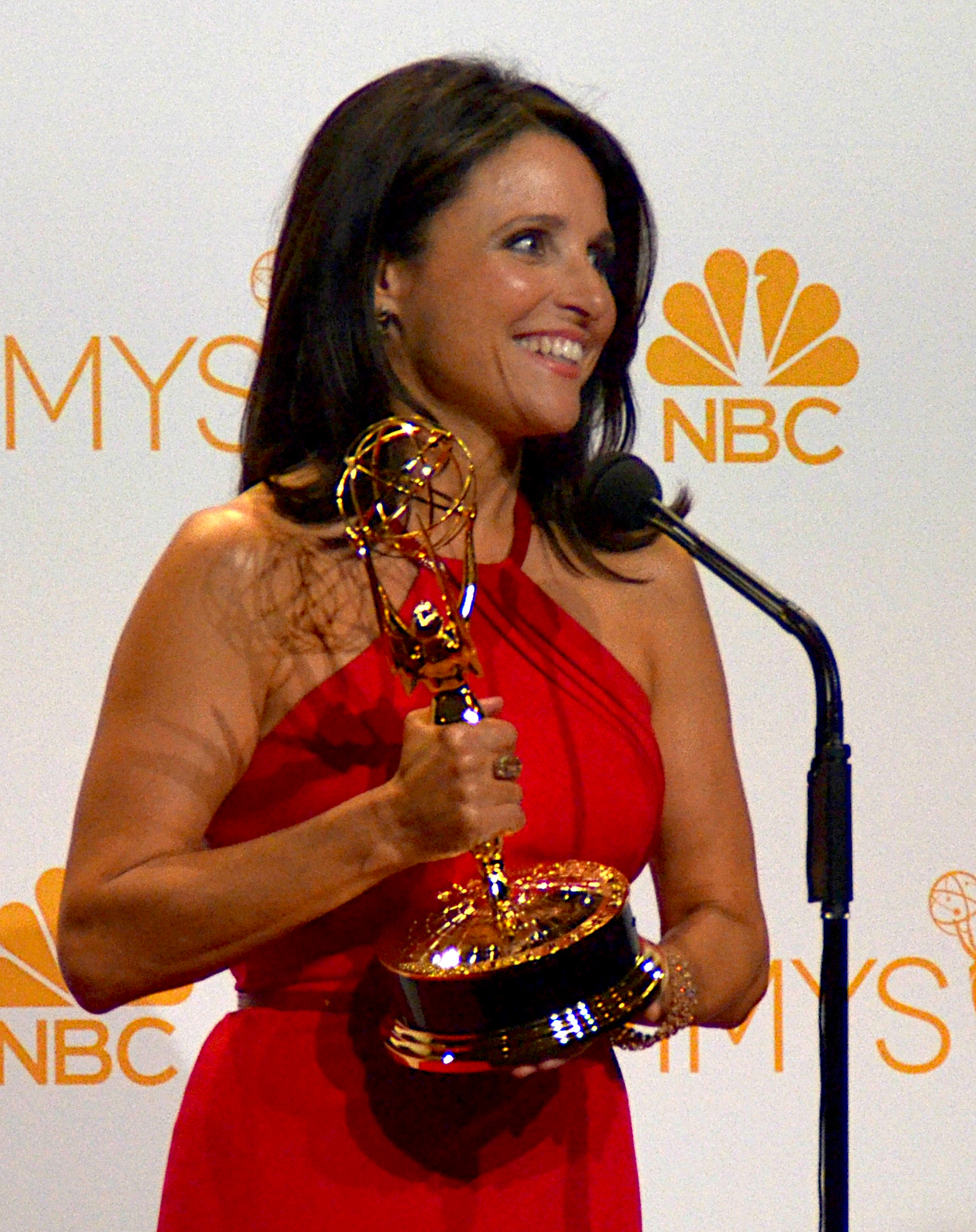
茱莉亞·路易斯-德瑞弗斯的表現獲得影評家讚賞，並因本劇奪得6座黃金時段艾美獎

### 第1季
第1季獲得了電視評論家廣泛的好評。於Metacritic整合的評論中，該季獲得72分（滿分100分；30位評論家），屬普遍的好評。於爛番茄整合的評論中，該季獲得71%新鮮度、6.94/10分（31位評論家），其中評論家普遍共識：「笑點惹笑，茱莉亞·路易斯-德瑞弗斯亦是個不錯的主演，但《副人之仁》仍在尋找自己的聲音。」〈華盛頓郵報〉漢克·史都佛（Hank Stuever）讚揚本劇，並寫道：「多虧路易斯-德瑞弗斯，以及絕佳的對白及時機，使《副人之仁》耐看又有趣。」〈娛樂周刊〉的羅伯·布朗納（Rob Brunner）給予本劇正面評價：「一如既往的迷人滑稽，路易斯-德瑞弗斯無法讓人信服為一個副總統 – 即便是在一個以缺乏嚴肅為節目中心笑梗的副總統喜劇。但她仍然能夠成為觀劇的樂趣，特別是她展現出她喜劇天分的時刻。」〈赫芬頓郵報〉的莫琳·萊恩（Maureen Ryan）給予本劇中立的評論，寫道：「儘管集結了卡司群的天分，《副人之仁》也僅僅只是加強大多數人的認知以及重塑政治導向電影及電視劇的領域。」〈綜藝雜誌〉的布萊恩·勞瑞（Brian Lowry）給予本劇負評，稱道：「呈現永遠二線的辦公室卻成為二線電視劇。」

### 第2季
第2季依然獲得廣泛的好評。於Metacritic整合的評論中，該季獲得75分（滿分100分；10位評論家），屬普遍的好評。於爛番茄整合的評論中，該季獲得88%新鮮度、8.38/10分（16位評論家），其中評論家普遍共識：「在《副人之仁》第2季中，諷刺更加尖銳、洞察力更深、調調更為一致，呈現出令人意想不到的喜劇。」〈費城詢問報〉大衛·西爾特布蘭（David Hiltbrand）讚揚本劇並說道：「HBO的《副人之仁》是媒體至今最尖銳的諷刺劇，大部分原因來自它並非聚焦在政治人物的權力揮灑，而在他們絕望的意圖。」〈蘇城報〉的布魯斯·米勒（Bruce Miller）也讚揚本劇，並寫道：「這部戲十分聰明—聰明度勝過大多數電視網—而且它是具有生命的。」

### 第3季
第3季評價更勝前兩季。於Metacritic整合的評論中，該季獲得86分（滿分100分；10位評論家），屬極佳的讚譽。於爛番茄整合的評論中，該季獲得100%新鮮度、8.86/10分（22位評論家），其中評論家普遍共識：「《副人之仁》以亮眼的表現與耳目一新的方式呈現華盛頓特區政治，持續領跑混合機智的喜劇。」〈電視指南〉的馬特·羅什（Matt Roush）共同讚揚了本劇及《矽谷群瞎傳》並寫道：「《矽谷群瞎傳》加上野蠻滑稽的《副人之仁》，此搭配可說是HBO近年最堅強也最具娛樂性的一小時喜劇組合。」〈影音俱樂部〉的布蘭登·諾沃克（Brandon Nowalk）稱本劇「儼然成為《超級製作人》以及《發展受阻》的接班人。」〈TheWrap〉的提姆·莫洛伊（Tim Molloy）讚揚卡司群：「這部戲之所以會成功，是因為演員演繹極度人性化、令人討喜。」

### 第4季
第4季的評論更勝前三季，於Metacritic整合的評論中，該季獲得90分（滿分100分；11位評論家）的高評價，屬極佳的讚譽。於爛番茄整合的評論中，該季獲得100%新鮮度、8.94/10分（18位評論家），其中評論家普遍共識：「《副人之仁》第4季沒有停歇的跡象，這要歸功於競選過程與滑稽無能的幕僚們犀利、惹笑與快速的對白。」〈好萊塢報導〉的提姆·古德曼（Tim Goodman）寫道：「《副人之仁》進入第4季，堅定地確立其為電視上最佳喜劇的地位，並展示出其優點—表現非常穩健、惹笑以及出色地編劇及演出。」〈IndieWire〉的班·崔佛斯（Ben Travers）稱讚本劇為“無與倫比的喜劇”，並寫道：「HBO喜劇創造了一個風格如此獨特的影集，完全獨樹一格。」

### 第5季
第5季依舊獲得電視評論家的好評。於Metacritic整合的評論中，該季獲得88分（滿分100分；18位評論家），屬極佳的讚譽。於爛番茄整合的評論中，該季獲得93%新鮮度、8.66/10分（27位評論家），其中評論家普遍共識：「多虧茱莉亞·路易斯-德瑞弗斯的即興喜劇演出實力，讓《副人之仁》以更多笑聲及荒謬又髒話滿滿的方式回歸。」〈好萊塢報導〉的提姆·古德曼（Tim Goodman）寫道：「《副人之仁》不僅火力全開，更賦予精神並言之有物。」〈娛樂周刊〉凱文·蘇利文（Kevin Sullivan）寫道：「換上新的節目主理人大衛·曼德爾，《副人之仁》依舊強壯。」〈電視指南〉一度評比第5季為“2016年至今最佳10大電視節目”中的第4名，後於年底評為“2016年前20大最佳電視節目”中之第20名。

### 第6季
第6季依舊獲得電視評論家的好評。於爛番茄整合的評論中，該季獲得96%新鮮度、8.35/10分（27位評論家），其中評論家普遍共識：「白宮的變革並未削弱《副人之仁》犀利的諷刺風格，這要歸功於茱莉亞·路易斯-德瑞弗斯及其團隊間巧妙的合作效果。」於Metacritic整合的評論中，該季獲得88分（滿分100分；15位評論家），屬極佳的讚譽。
評論家前十大電視節目排名
| 2012                                                   |
| ------------------------------------------------------ |
| - No. 8 休斯敦紀事報 - No. 5 華盛頓郵報 - – 大西洋雜誌 |

| 2013 |
| --- |
| - No. 8 波士頓環球報 - No. 8 Complex - No. 4 每日野獸 - No. 8 Grantland - No. 10 新聞日報 - No. 7 沙龍 - No. 6 舊金山紀事報 - No. 6 TV.com - No. 6 電視指南 - No. 10 華盛頓郵報 - No. 8 Yahoo! TV |

| 2014 |
| --- |
| - No. 5 波士頓環球報（馬修·吉爾伯特） - No. 9 Complex - No. 3 每日野獸 - No. 8 Grantland - No. 4 IndieWire - No. 9 Paste - No. 9 羅傑·埃伯特網 - No. 3 蘇城報 - No. 7 坦帕灣時報 - No. 5 電視指南 - No. 1 TV.com（凱特琳·湯瑪斯） - No. 3 TV.com（甄·綽里歐） - No. 6 我們周刊 - No. 8 村聲 - No. 10 連線 - No. 9 Yahoo! TV |

| 2015 |
| --- |
| - No. 1 CinemaBlend - No. 6 每日野獸 - No. 9 好萊塢報導 - No. 8 羅傑·埃伯特網 - No. 8 滾石雜誌 - No. 8 蘇城報 - No. 1 時代雜誌 - No. 8 電視指南 - No. 4 電視內幕 - No. 9 TV.com - No. 9 巴奇叔叔 - No. 7 今日美國 - – Boob Tube Dude - – Vogue |

| 2016 |
| --- |
| - No. 5 廣告周刊 - No. 7 影音俱樂部 - No. 4 The Boob Tube Dude - No. 6 CinemaBlend（潔西卡·勞登） - No. 4 CinemaBlend（尼克·維納寶） - No. 6 Collider - No. 8 前音後果 - No. 5 每日野獸 - No. 9 君子雜誌 - No. 8 好萊塢報導（丹尼爾·范伯格） - No. 10 好萊塢報導（提姆·古德曼） - No. 2 IndieWire - No. 6 新聞日報 - No. 7 Paste - No. 10 羅傑·埃伯特網 - No. 6 蘇城報 - No. 8 時代雜誌 - No. 8 TVLine（喜劇類） - No. 4 巴奇叔叔 - No. 7 Uproxx - No. 2 Vulture.com（甄·錢尼） - No. 8 Vogue - No. 2 華盛頓郵報 - – 美國電影學會 - – CNN - – 洪水雜誌 - – IGN - – Yahoo!（喜劇類） |

| 2017                                                                        |
| --------------------------------------------------------------------------- |
| - No. 5 每日野獸 - No. 7 新聞日報 - – 科羅拉多泉公報 - – PopCrush - – Vogue |

## 收視
| 季數 | 播出時間（ET）                                    | 集數 | 首映          | 首映         | 首映          | 季終          | 季終         | 季終          | 18–49歲 收視 平均 | 平均 收視人数 （百萬） |
| 季數 | 播出時間（ET）                                    | 集數 | 日期          | 18–49歲 收視 | 收視 （百萬） | 日期          | 18–49歲 收視 | 收視 （百萬） | 18–49歲 收視 平均 | 平均 收視人数 （百萬） |
| ---- | ------------------------------------------------- | ---- | ------------- | ------------ | ------------- | ------------- | ------------ | ------------- | ----------------- | ---------------------- |
| 1    | 星期日 22:00（Ep 1–6, 8–10） 星期日 22:10（Ep 7） | 8    | 2012年4月2日  | 0.5          | 1.149         | 2012年6月10日 | 0.6          | 1.075         | 0.55              | 1.038                  |
| 2    | 星期日 22:00（Ep 1–7, 9–10） 星期日 22:10（Ep 8） | 10   | 2013年4月14日 | 0.6          | 1.188         | 2013年6月23日 | 0.5          | 0.985         | 0.60              | 1.144                  |
| 3    | 星期日 22:30（Ep 1–8, 10） 星期日 22:00（Ep 9）   | 10   | 2014年4月6日  | 0.51         | 0.955         | 2014年6月8日  | 0.5          | 0.945         | 0.50              | 0.966                  |
| 4    | 星期日 22:30                                      | 10   | 2015年4月12日 | 0.55         | 1.048         | 2015年6月14日 | 0.53         | 1.112         | 0.48              | 0.955                  |
| 5    | 星期日 22:30                                      | 10   | 2016年4月24日 | 0.52         | 1.098         | 2016年6月26日 | 0.50         | 1.146         | 0.46              | 0.994                  |
| 6    | 星期日 22:30                                      | 10   | 2017年4月16日 | 0.27         | 0.659         | 2017年6月25日 | 0.22         | 0.536         | 0.23              | 0.584                  |
| 7    | 待公布                                            | 10   | 待公布        | 待定         | 待定          | 待公布        | 待定         | 待定          | 待定              | 待定                   |

## 獎項
| 年度 | 大獎                 | 獎項                                           | 入圍者 | 結果 |
| ---- | -------------------- | ---------------------------------------------- | --- | ---- |
| 2012 | 評論家選擇電視獎     | 喜劇類影集最佳女演員獎                         | 茱莉亞·路易斯-德瑞弗斯 | 提名 |
| 2012 | PAAFTJ電視獎         | 最佳喜劇影集獎                                 | 最佳喜劇影集獎 | 提名 |
| 2012 | PAAFTJ電視獎         | 喜劇類影集最佳女主角獎                         | 茱莉亞·路易斯-德瑞弗斯 | 提名 |
| 2012 | PAAFTJ電視獎         | 喜劇類影集最佳男配角獎                         | 托尼·海爾 | 提名 |
| 2012 | PAAFTJ電視獎         | 喜劇影集最佳導演獎                             | 阿曼多·伊安努奇（集數：棒球） | 獲獎 |
| 2012 | PAAFTJ電視獎         | 喜劇影集最佳編劇獎                             | 阿曼多·伊安努奇、西門·布萊克威爾（集數：募款活動） | 提名 |
| 2012 | PAAFTJ電視獎         | 喜劇類影集最佳選角獎                           | 艾莉森·瓊斯 | 提名 |
| 2012 | PAAFTJ電視獎         | 喜劇類影集最佳製作設計獎                       | 蘿拉·包林傑（集數：眼淚） | 提名 |
| 2012 | PAAFTJ電視獎         | 喜劇類影集最佳攝影獎                           | 傑·費特（集數：棒球） | 提名 |
| 2012 | 在線電影與電視協會獎 | 喜劇類影集最佳女演員獎                         | 茱莉亞·路易斯-德瑞弗斯 | 提名 |
| 2012 | 在線電影與電視協會獎 | 喜劇類影集最佳女配角獎                         | 安娜·克倫斯基 | 提名 |
| 2012 | 在線電影與電視協會獎 | 喜劇類影集最佳導演獎                           | 喜劇類影集最佳導演獎 | 提名 |
| 2012 | 在線電影與電視協會獎 | 喜劇類影集最佳編劇獎                           | 喜劇類影集最佳編劇獎 | 提名 |
| 2012 | 在線電影與電視協會獎 | 最佳新片頭設計獎                               | 最佳新片頭設計獎 | 提名 |
| 2012 | Gold Derby電視獎     | 最佳喜劇類影集女演員獎                         | 茱莉亞·路易斯-德瑞弗斯 | 提名 |
| 2012 | 黃金時段艾美獎       | 最佳喜劇類影集獎                               | 最佳喜劇類影集獎 | 提名 |
| 2012 | 黃金時段艾美獎       | 最佳喜劇類影集女主角獎                         | 茱莉亞·路易斯-德瑞弗斯 | 獲獎 |
| 2012 | 黃金時段艾美獎       | 最佳喜劇類影集選角獎                           | 珍妮佛·尤斯頓、艾莉森·瓊斯、佩特·莫蘭 | 提名 |
| 2012 | 衛星獎               | 最佳音樂及喜劇類影集女演員獎                   | 茱莉亞·路易斯-德瑞弗斯 | 提名 |
| 2012 | 電視評論家協會獎     | 喜劇類個人成就獎                               | 茱莉亞·路易斯-德瑞弗斯 | 提名 |
| 2012 | 女性形象網路獎       | 最佳喜劇類影集女演員獎                         | 茱莉亞·路易斯-德瑞弗斯 | 提名 |
| 2012 | 女性形象網路獎       | 最佳喜劇類影集獎                               | 最佳喜劇類影集獎 | 獲獎 |
| 2013 | 美國電影學會獎       | 年度電視節目獎                                 | 年度電視節目獎 | 獲獎 |
| 2013 | 評論家選擇電視獎     | 喜劇類影集最佳女演員獎                         | 茱莉亞·路易斯-德瑞弗斯 | 獲獎 |
| 2013 | 評論家選擇電視獎     | 最佳喜劇類影集獎                               | 最佳喜劇類影集獎 | 提名 |
| 2013 | 金球獎               | 最佳電視女演員獎－音樂及喜劇類                 | 茱莉亞·路易斯-德瑞弗斯 | 提名 |
| 2013 | 電視評論家協會獎     | 最佳喜劇類成就獎                               | 最佳喜劇類成就獎 | 提名 |
| 2013 | 電視評論家協會獎     | 喜劇類個人成就獎                               | 茱莉亞·路易斯-德瑞弗斯 | 提名 |
| 2013 | 美國編劇工會獎       | 最佳新影集獎－電視類                           | 全體編劇群 | 提名 |
| 2013 | PAAFTJ電視獎         | 最佳喜劇影集獎                                 | 最佳喜劇影集獎 | 提名 |
| 2013 | PAAFTJ電視獎         | 喜劇類影集最佳女主角獎                         | 茱莉亞·路易斯-德瑞弗斯 | 提名 |
| 2013 | PAAFTJ電視獎         | 喜劇影集最佳導演獎                             | 貝琪·馬丁（集數：赫爾辛基） | 提名 |
| 2013 | PAAFTJ電視獎         | 喜劇類影集最佳技術成就獎                       | 集數：人質 | 提名 |
| 2013 | Gold Derby電視獎     | 最佳喜劇類影集獎                               | 最佳喜劇類影集獎 | 提名 |
| 2013 | Gold Derby電視獎     | 最佳喜劇類影集女演員獎                         | 茱莉亞·路易斯-德瑞弗斯 | 提名 |
| 2013 | Gold Derby電視獎     | 最佳喜劇類影集集數獎                           | 集數：人質 | 提名 |
| 2013 | 在線電影與電視協會獎 | 最佳喜劇類影集獎                               | 最佳喜劇類影集獎 | 提名 |
| 2013 | 在線電影與電視協會獎 | 喜劇類影集最佳女演員獎                         | 茱莉亞·路易斯-德瑞弗斯 | 獲獎 |
| 2013 | 在線電影與電視協會獎 | 喜劇類影集最佳女配角獎                         | 安娜·克倫斯基 | 提名 |
| 2013 | 在線電影與電視協會獎 | 喜劇類影集最佳客串女演員獎                     | 艾莉森·珍妮 | 獲獎 |
| 2013 | 在線電影與電視協會獎 | 喜劇類影集最佳導演獎                           | 喜劇類影集最佳導演獎 | 提名 |
| 2013 | 黃金時段艾美獎       | 最佳喜劇類影集獎                               | 最佳喜劇類影集獎 | 提名 |
| 2013 | 黃金時段艾美獎       | 最佳喜劇類影集女主角獎                         | 茱莉亞·路易斯-德瑞弗斯 | 獲獎 |
| 2013 | 黃金時段艾美獎       | 最佳喜劇類影集男配角獎                         | 托尼·海爾 | 獲獎 |
| 2013 | 黃金時段艾美獎       | 最佳喜劇類影集女配角獎                         | 安娜·克倫斯基 | 提名 |
| 2013 | 黃金時段艾美獎       | 最佳喜劇類影集選角獎                           | 艾莉森·瓊斯、佩特·莫蘭、珍妮佛·尤斯頓 | 提名 |
| 2014 | 美國喜劇獎           | 喜劇影集獎                                     | 喜劇影集獎 | 提名 |
| 2014 | 美國喜劇獎           | 喜劇女演員獎－電視                             | 茱莉亞·路易斯-德瑞弗斯 | 提名 |
| 2014 | 美國喜劇獎           | 喜劇男配角獎－電視                             | 托尼·海爾 | 提名 |
| 2014 | 藝術指導公會獎       | 最佳製作設計獎－半小時單鏡影集                 | 詹姆士·格洛斯特（集數：赫爾辛基） | 獲獎 |
| 2014 | 金球獎               | 最佳電視女演員獎－音樂及喜劇類                 | 茱莉亞·路易斯-德瑞弗斯 | 提名 |
| 2014 | 道林獎               | 年度電視喜劇獎                                 | 年度電視喜劇獎 | 提名 |
| 2014 | 葛蕾絲獎             | 最佳喜劇獎                                     | 最佳喜劇獎 | 獲獎 |
| 2014 | Gold Derby電視獎     | 最佳喜劇類影集獎                               | 最佳喜劇類影集獎 | 提名 |
| 2014 | Gold Derby電視獎     | 最佳喜劇類影集女演員獎                         | 茱莉亞·路易斯-德瑞弗斯 | 獲獎 |
| 2014 | Gold Derby電視獎     | 年度表現獎                                     | 茱莉亞·路易斯-德瑞弗斯 | 提名 |
| 2014 | Gold Derby電視獎     | 最佳喜劇類影集男配角獎                         | 托尼·海爾 | 獲獎 |
| 2014 | Gold Derby電視獎     | 最佳喜劇類影集女配角獎                         | 安娜·克倫斯基 | 提名 |
| 2014 | Gold Derby電視獎     | 最佳喜劇類影集客串男演員獎                     | 克里斯多弗·馬洛尼 | 提名 |
| 2014 | Gold Derby電視獎     | 最佳喜劇類影集集數獎                           | 集數：辯論 | 提名 |
| 2014 | Gold Derby電視獎     | 最佳喜劇類影集集數獎                           | 集數：艾莉西亞 | 提名 |
| 2014 | Gold Derby電視獎     | 年度整體演出獎                                 | 年度整體演出獎 | 提名 |
| 2014 | 在線電影與電視協會獎 | 最佳喜劇類影集獎                               | 最佳喜劇類影集獎 | 提名 |
| 2014 | 在線電影與電視協會獎 | 喜劇類影集最佳女演員獎                         | 茱莉亞·路易斯-德瑞弗斯 | 獲獎 |
| 2014 | 在線電影與電視協會獎 | 喜劇類影集最佳男配角獎                         | 托尼·海爾 | 提名 |
| 2014 | 在線電影與電視協會獎 | 喜劇類影集最佳女配角獎                         | 安娜·克倫斯基 | 提名 |
| 2014 | 在線電影與電視協會獎 | 喜劇類影集最佳整體演員獎                       | 喜劇類影集最佳整體演員獎 | 提名 |
| 2014 | 在線電影與電視協會獎 | 喜劇類影集最佳導演獎                           | 喜劇類影集最佳導演獎 | 提名 |
| 2014 | 在線電影與電視協會獎 | 喜劇類影集最佳編劇獎                           | 喜劇類影集最佳編劇獎 | 提名 |
| 2014 | 評論家選擇電視獎     | 最佳喜劇類影集獎                               | 最佳喜劇類影集獎 | 提名 |
| 2014 | 評論家選擇電視獎     | 喜劇類影集最佳女演員獎                         | 茱莉亞·路易斯-德瑞弗斯 | 獲獎 |
| 2014 | 評論家選擇電視獎     | 喜劇類影集最佳男配角獎                         | 托尼·海爾 | 提名 |
| 2014 | EWwy Award           | 喜劇類影集最佳男配角獎                         | 提摩西·西蒙斯 | 提名 |
| 2014 | EWwy Award           | 喜劇類影集最佳客串男演員獎                     | 克里斯托弗·米洛尼 | 提名 |
| 2014 | 黃金時段艾美獎       | 最佳喜劇類影集獎                               | 最佳喜劇類影集獎 | 提名 |
| 2014 | 黃金時段艾美獎       | 最佳喜劇類影集女主角獎                         | 茱莉亞·路易斯-德瑞弗斯 | 獲獎 |
| 2014 | 黃金時段艾美獎       | 最佳喜劇類影集男配角獎                         | 托尼·海爾 | 提名 |
| 2014 | 黃金時段艾美獎       | 最佳喜劇類影集女配角獎                         | 安娜·克倫斯基 | 提名 |
| 2014 | 黃金時段艾美獎       | 最佳喜劇類影集客串男演員獎                     | 蓋瑞·柯爾 | 提名 |
| 2014 | 黃金時段艾美獎       | 最佳喜劇及劇情類影集（半小時）音效混合獎       | 比爾·麥可佛森、理查·達維（集數：底特律） | 提名 |
| 2014 | 黃金時段艾美獎       | 最佳喜劇類影集編劇獎                           | 西門·布萊克威爾、托尼·羅氏、阿曼多·伊安努奇（集數：特別關係） | 提名 |
| 2014 | 黃金時段艾美獎       | 最佳半小時以下節目藝術指導獎                   | 吉米·格洛斯特、雪倫·戴維斯、珍妮佛·安戈（集數：克洛維斯） | 提名 |
| 2014 | 黃金時段艾美獎       | 最佳喜劇類影集選角獎                           | 艾莉森·瓊斯、佩特·莫蘭、梅芮蒂絲·塔克 | 提名 |
| 2014 | 美國製片人協會獎     | 喜劇類電視集數最佳製作人獎                     | 西門·布萊克威爾、克里斯托弗·嘉德席克、阿曼多·伊安努奇、史蒂芬妮·連恩、茱莉亞·路易斯-德瑞弗斯、法蘭克·瑞奇、托尼·羅氏 | 提名 |
| 2014 | 衛星獎               | 最佳音樂及喜劇類影集獎                         | 最佳音樂及喜劇類影集獎 | 提名 |
| 2014 | 衛星獎               | 最佳音樂及喜劇類影集女演員獎                   | 茱莉亞·路易斯-德瑞弗斯 | 提名 |
| 2014 | 美國演員工會獎       | 最佳喜劇類影集女演員獎                         | 茱莉亞·路易斯-德瑞弗斯 | 獲獎 |
| 2014 | 美國演員工會獎       | 最佳喜劇類影集整體演出獎                       | 舒芙·布萊蕭、安娜·克倫斯基、蓋瑞·柯爾、凱文·鄧恩、托尼·海爾、茱莉亞·路易斯-德瑞弗斯、雷德·史考特、提摩西·西蒙斯、麥特·華許 | 提名 |
| 2014 | 電視評論家協會獎     | 最佳喜劇類成就獎                               | 最佳喜劇類成就獎 | 獲獎 |
| 2014 | 電視評論家協會獎     | 喜劇類個人成就獎                               | 茱莉亞·路易斯-德瑞弗斯 | 獲獎 |
| 2014 | 美國編劇工會獎       | 最佳喜劇類影集獎－電視類                       | 全體編劇群 | 獲獎 |
| 2014 | 電視指南粉絲喜愛獎   | 最佳喜劇類影集獎                               | 最佳喜劇類影集獎 | 提名 |
| 2014 | 電視指南粉絲喜愛獎   | 最佳電視女演員獎                               | 茱莉亞·路易斯-德瑞弗斯 | 提名 |
| 2014 | 女性形象網路獎       | 最佳喜劇類影集女性導演獎                       | 貝琪·馬丁（集數：釣魚） | 提名 |
| 2014 | 女性形象網路獎       | 最佳喜劇類影集女演員獎                         | 茱莉亞·路易斯-德瑞弗斯 | 獲獎 |
| 2014 | 不列顛獎             | 查理·卓別林喜劇優秀獎                          | 茱莉亞·路易斯-德瑞弗斯 | 獲獎 |
| 2015 | 金球獎               | 最佳電視女演員獎－音樂及喜劇類                 | 茱莉亞·路易斯-德瑞弗斯 | 提名 |
| 2015 | 道林獎               | 年度電視喜劇獎                                 | 年度電視喜劇獎 | 提名 |
| 2015 | 葛蕾絲獎             | 喜劇及音樂類最佳女配角獎                       | 安娜·克倫斯基 | 獲獎 |
| 2015 | 美國製片人協會獎     | 喜劇類電視集數最佳製作人獎                     | 克里斯·艾迪生、西門·布萊克威爾、克里斯托弗·嘉德席克、阿曼多·伊安努奇、史蒂芬妮·連恩、茱莉亞·路易斯-德瑞弗斯、法蘭克·瑞奇、托尼·羅氏 | 提名 |
| 2015 | 美國演員工會獎       | 最佳喜劇類影集女演員獎                         | 茱莉亞·路易斯-德瑞弗斯 | 提名 |
| 2015 | 美國演員工會獎       | 最佳喜劇類影集整體演出獎                       | 舒芙·布萊蕭、安娜·克倫斯基、蓋瑞·柯爾、凱文·鄧恩、托尼·海爾、茱莉亞·路易斯-德瑞弗斯、雷德·史考特、提摩西·西蒙斯、麥特·華許 | 提名 |
| 2015 | 藝術指導公會獎       | 最佳製作設計獎－半小時單鏡影集                 | 詹姆士·格洛斯特 | 提名 |
| 2015 | 評論家選擇電視獎     | 最佳喜劇類影集獎                               | 最佳喜劇類影集獎 | 提名 |
| 2015 | 評論家選擇電視獎     | 喜劇類影集最佳女演員獎                         | 茱莉亞·路易斯-德瑞弗斯 | 提名 |
| 2015 | 評論家選擇電視獎     | 喜劇類影集最佳男配角獎                         | 托尼·海爾 | 提名 |
| 2015 | 美國編劇工會獎       | 最佳喜劇類影集獎－電視類                       | 全體編劇群 | 提名 |
| 2015 | 美國電影剪輯艾迪獎   | 最佳電視半小時影集剪輯獎                       | 安東尼·鮑伊（集數：特別關係） | 獲獎 |
| 2015 | 衛星獎               | 最佳音樂及喜劇類影集獎                         | 最佳音樂及喜劇類影集獎 | 提名 |
| 2015 | 衛星獎               | 最佳音樂及喜劇類影集女演員獎                   | 茱莉亞·路易斯-德瑞弗斯 | 提名 |
| 2015 | 影音協會獎           | 最佳電視影集音效混合成就獎－半小時             | 威廉·麥可佛森（集數：底特律） | 提名 |
| 2015 | 奧提歐斯獎           | 電視試播集喜劇類獎                             | 佩特·莫蘭 | 提名 |
| 2015 | Gold Derby電視獎     | 最佳喜劇類影集獎                               | 最佳喜劇類影集獎 | 提名 |
| 2015 | Gold Derby電視獎     | 最佳喜劇類影集女演員獎                         | 茱莉亞·路易斯-德瑞弗斯 | 提名 |
| 2015 | Gold Derby電視獎     | 最佳喜劇類影集男配角獎                         | 托尼·海爾 | 提名 |
| 2015 | Gold Derby電視獎     | 最佳喜劇類影集女配角獎                         | 安娜·克倫斯基 | 獲獎 |
| 2015 | Gold Derby電視獎     | 最佳喜劇類影集集數獎                           | 集數：大會 | 提名 |
| 2015 | EWwy Award           | 喜劇類影集最佳男配角獎                         | 休·羅利 | 提名 |
| 2015 | 在線電影與電視協會獎 | 最佳喜劇類影集獎                               | 最佳喜劇類影集獎 | 提名 |
| 2015 | 在線電影與電視協會獎 | 喜劇類影集最佳女演員獎                         | 茱莉亞·路易斯-德瑞弗斯 | 提名 |
| 2015 | 在線電影與電視協會獎 | 喜劇類影集最佳女配角獎                         | 安娜·克倫斯基 | 提名 |
| 2015 | 在線電影與電視協會獎 | 喜劇類影集最佳導演獎                           | 喜劇類影集最佳導演獎 | 提名 |
| 2015 | 在線電影與電視協會獎 | 喜劇類影集最佳編劇獎                           | 喜劇類影集最佳編劇獎 | 提名 |
| 2015 | 電視評論家協會獎     | 喜劇類個人成就獎                               | 茱莉亞·路易斯-德瑞弗斯 | 提名 |
| 2015 | 黃金時段艾美獎       | 最佳喜劇類影集獎                               | 最佳喜劇類影集獎 | 獲獎 |
| 2015 | 黃金時段艾美獎       | 最佳喜劇類影集女主角獎                         | 茱莉亞·路易斯-德瑞弗斯 | 獲獎 |
| 2015 | 黃金時段艾美獎       | 最佳喜劇類影集男配角獎                         | 托尼·海爾 | 獲獎 |
| 2015 | 黃金時段艾美獎       | 最佳喜劇類影集女配角獎                         | 安娜·克倫斯基 | 提名 |
| 2015 | 黃金時段艾美獎       | 最佳喜劇類影集導演獎                           | 阿曼多·伊安努奇（集數：證詞） | 提名 |
| 2015 | 黃金時段艾美獎       | 最佳喜劇類影集編劇獎                           | 西門·布萊克威爾、阿曼多·伊安努奇、托尼·羅氏（集數：競選之夜） | 獲獎 |
| 2015 | 黃金時段艾美獎       | 最佳喜劇類影集選角獎                           | 艾莉森·瓊斯、佩特·莫蘭、梅芮蒂絲·塔克 | 獲獎 |
| 2015 | 黃金時段艾美獎       | 最佳半小時以下節目藝術指導獎                   | 吉米·格洛斯特、E·大衛·寇西爾、珍妮佛·安戈（集數：聯席會議） | 提名 |
| 2015 | 黃金時段艾美獎       | 最佳喜劇、劇情類影集及動畫（半小時）音效混合獎 | 比爾·麥可佛森、理查德·達維（集數：媽咪麥爾） | 提名 |
| 2016 | 人民選擇獎           | 最喜愛收費有線電視節目獎                       | 最喜愛收費有線電視節目獎 | 提名 |
| 2016 | 人民選擇獎           | 最喜愛收費有線電視女演員獎                     | 茱莉亞·路易斯-德瑞弗斯 | 提名 |
| 2016 | 金球獎               | 最佳電視影集獎－音樂及喜劇類                   | 最佳電視影集獎－音樂及喜劇類 | 提名 |
| 2016 | 金球獎               | 最佳電視女演員獎－音樂及喜劇類                 | 茱莉亞·路易斯-德瑞弗斯 | 提名 |
| 2016 | 道林獎               | 年度電視喜劇獎                                 | 年度電視喜劇獎 | 提名 |
| 2016 | 美國演員工會獎       | 最佳喜劇類影集女演員獎                         | 茱莉亞·路易斯-德瑞弗斯 | 提名 |
| 2016 | 美國演員工會獎       | 最佳喜劇類影集整體演出獎                       | 迪爾瑞克·貝德、舒芙·布萊蕭、安娜·克倫斯基、蓋瑞·柯爾、凱文·鄧恩、托尼·海爾、休·勞瑞、茱莉亞·路易斯-德瑞弗斯、菲爾·里夫斯、山姆·理查德森、雷德·史考特、提摩西·西蒙斯、莎拉·蘇瑟蘭、麥特·華許                                                           | 提名 |
| 2016 | 美國製片人協會獎     | 喜劇類電視集數最佳製作人獎                     | 阿曼多·伊安努奇、克里斯·艾迪生、西門·布萊克威爾、克里斯托弗·嘉德席克、史蒂芬妮·連恩、茱莉亞·路易斯-德瑞弗斯、法蘭克·瑞奇、托尼·羅氏、凱文·塞西爾、羅傑·德魯、西恩·格雷、伊恩·馬丁、喬治婭·普里琪、大衛·匡提克、安迪·萊利、威爾·史密斯、比爾·希爾      | 提名 |
| 2016 | 美國電影剪輯艾迪獎   | 最佳電視半小時影集剪輯獎                       | 蓋瑞·多爾納（集數：競選之夜） | 提名 |
| 2016 | 藝術指導公會獎       | 最佳製作設計獎－半小時單鏡影集                 | 吉米·格洛斯特 | 提名 |
| 2016 | 大不列顛編劇工會獎   | 最佳電視情景喜劇獎                             | 全體編劇群 | 獲獎 |
| 2016 | 美國導演工會獎       | 喜劇類影集最佳導演成就獎                       | 克里斯·艾迪生（集數：競選之夜） | 獲獎 |
| 2016 | 美國編劇工會獎       | 最佳喜劇類影集獎－電視類                       | 全體編劇群 | 獲獎 |
| 2016 | 美國編劇工會獎       | 最佳喜劇類集數獎－電視類                       | 阿曼多·伊安努奇、西門·布萊克威爾、喬治婭·普里琪（集數：聯席會議） | 提名 |
| 2016 | 影音協會獎           | 最佳電視影集音效混合成就獎－半小時             | 比爾·麥可佛森、理查德·達維（集數：媽咪麥爾） | 提名 |
| 2016 | 衛星獎               | 最佳音樂及喜劇類影集獎                         | 最佳音樂及喜劇類影集獎 | 提名 |
| 2016 | 衛星獎               | 最佳音樂及喜劇類影集女演員獎                   | 茱莉亞·路易斯-德瑞弗斯 | 提名 |
| 2016 | 奧提歐斯獎           | 電視試播集喜劇類獎                             | 佩特·莫蘭 | 提名 |
| 2016 | 電視評論家協會獎     | 最佳喜劇類成就獎                               | 最佳喜劇類成就獎 | 提名 |
| 2016 | 電視評論家協會獎     | 喜劇類個人成就獎                               | 茱莉亞·路易斯-德瑞弗斯 | 提名 |
| 2016 | Gold Derby電視獎     | 最佳喜劇類影集獎                               | 最佳喜劇類影集獎 | 獲獎 |
| 2016 | Gold Derby電視獎     | 最佳喜劇類影集女演員獎                         | 茱莉亞·路易斯-德瑞弗斯 | 獲獎 |
| 2016 | Gold Derby電視獎     | 年度表現獎                                     | 茱莉亞·路易斯-德瑞弗斯 | 提名 |
| 2016 | Gold Derby電視獎     | 最佳喜劇類影集男配角獎                         | 托尼·海爾 | 提名 |
| 2016 | Gold Derby電視獎     | 最佳喜劇類影集男配角獎                         | 提摩西·西蒙斯 | 提名 |
| 2016 | Gold Derby電視獎     | 最佳喜劇類影集女配角獎                         | 安娜·克倫斯基 | 提名 |
| 2016 | Gold Derby電視獎     | 最佳喜劇類影集客串男演員獎                     | 馬丁·莫爾 | 獲獎 |
| 2016 | Gold Derby電視獎     | 最佳喜劇類影集集數獎                           | 集數：親吻自己姊妹 | 提名 |
| 2016 | Gold Derby電視獎     | 最佳喜劇類影集集數獎                           | 集數：母親 | 獲獎 |
| 2016 | Gold Derby電視獎     | 年度整體演出獎                                 | 年度整體演出獎 | 提名 |
| 2016 | 在線電影與電視協會獎 | 最佳喜劇類影集獎                               | 最佳喜劇類影集獎 | 獲獎 |
| 2016 | 在線電影與電視協會獎 | 喜劇類影集最佳女演員獎                         | 茱莉亞·路易斯-德瑞弗斯 | 獲獎 |
| 2016 | 在線電影與電視協會獎 | 喜劇類影集最佳男配角獎                         | 托尼·海爾 | 提名 |
| 2016 | 在線電影與電視協會獎 | 喜劇類影集最佳男配角獎                         | 麥特·華許 | 提名 |
| 2016 | 在線電影與電視協會獎 | 喜劇類影集最佳女配角獎                         | 安娜·克倫斯基 | 提名 |
| 2016 | 在線電影與電視協會獎 | 喜劇類影集最佳客串男演員獎                     | 馬丁·莫爾 | 獲獎 |
| 2016 | 在線電影與電視協會獎 | 喜劇類影集最佳整體演出獎                       | 喜劇類影集最佳整體演出獎 | 獲獎 |
| 2016 | 在線電影與電視協會獎 | 喜劇類影集最佳導演獎                           | 喜劇類影集最佳導演獎 | 獲獎 |
| 2016 | 在線電影與電視協會獎 | 喜劇類影集最佳編劇獎                           | 喜劇類影集最佳編劇獎 | 獲獎 |
| 2016 | 在線電影與電視協會獎 | 影集類最佳剪輯獎                               | 影集類最佳剪輯獎 | 提名 |
| 2016 | 黃金時段艾美獎       | 最佳喜劇類影集獎                               | 最佳喜劇類影集獎 | 獲獎 |
| 2016 | 黃金時段艾美獎       | 最佳喜劇類影集女主角獎                         | 茱莉亞·路易斯-德瑞弗斯 | 獲獎 |
| 2016 | 黃金時段艾美獎       | 最佳喜劇類影集男配角獎                         | 托尼·海爾 | 提名 |
| 2016 | 黃金時段艾美獎       | 最佳喜劇類影集男配角獎                         | 麥特·華許 | 提名 |
| 2016 | 黃金時段艾美獎       | 最佳喜劇類影集女配角獎                         | 安娜·克倫斯基 | 提名 |
| 2016 | 黃金時段艾美獎       | 最佳喜劇類影集客串男演員獎                     | 馬丁·莫爾 | 提名 |
| 2016 | 黃金時段艾美獎       | 最佳喜劇類影集客串男演員獎                     | 彼得·邁克尼科爾 | 取消 |
| 2016 | 黃金時段艾美獎       | 最佳喜劇類影集導演獎                           | 大衛·曼德爾（集數：親吻自己姊妹） | 提名 |
| 2016 | 黃金時段艾美獎       | 最佳喜劇類影集導演獎                           | 克里斯·艾迪生（集數：選舉翌日） | 提名 |
| 2016 | 黃金時段艾美獎       | 最佳喜劇類影集導演獎                           | 戴爾·史鄧（集數：母親） | 提名 |
| 2016 | 黃金時段艾美獎       | 最佳喜劇類影集編劇獎                           | 大衛·曼德爾（集數：選舉翌日） | 提名 |
| 2016 | 黃金時段艾美獎       | 最佳喜劇類影集編劇獎                           | 艾力克斯·格雷戈里、彼德·海克（集數：母親） | 提名 |
| 2016 | 黃金時段艾美獎       | 最佳敘事節目製作設計獎（半小時或以下）         | 吉米·格洛斯特、凱倫·史都沃德、金柏莉·沃納普（集數：老鷹、Ｘ人門） | 提名 |
| 2016 | 黃金時段艾美獎       | 最佳喜劇類影集選角獎                           | 艾莉森·瓊斯、班·哈里斯、梅芮蒂絲·塔克 | 獲獎 |
| 2016 | 黃金時段艾美獎       | 最佳喜劇類影集單鏡影片剪輯獎                   | 史提夫·拉希（集數：就職典禮） | 提名 |
| 2016 | 黃金時段艾美獎       | 最佳喜劇類影集單鏡影片剪輯獎                   | 尚恩·派柏（集數：母親） | 提名 |
| 2016 | 黃金時段艾美獎       | 最佳喜劇、劇情類影集及動畫（半小時）音效混合獎 | 約翰·W·庫克二世、比爾·弗利許、比爾·麥可佛森（集數：國會皮球） | 提名 |
| 2016 | Poppy Awards         | 喜劇類最佳男配角獎                             | 提摩西·西蒙斯 | 提名 |
| 2016 | 美國電影學會獎       | 年度電視節目獎                                 | 年度電視節目獎 | 獲獎 |
| 2016 | 評論家選擇電視獎     | 最佳喜劇類影集獎                               | 最佳喜劇類影集獎 | 提名 |
| 2016 | 評論家選擇電視獎     | 喜劇類影集最佳女演員獎                         | 茱莉亞·路易斯-德瑞弗斯 | 提名 |
| 2016 | 評論家選擇電視獎     | 喜劇類影集最佳男配角獎                         | 托尼·海爾 | 提名 |
| 2016 | 評論家選擇電視獎     | 喜劇類影集最佳女配角獎                         | 安娜·克倫斯基 | 提名 |
| 2016 | 衛星獎               | 最佳音樂及喜劇類影集獎                         | 最佳音樂及喜劇類影集獎 | 提名 |
| 2017 | 金球獎               | 最佳電視影集獎－音樂及喜劇類                   | 最佳電視影集獎－音樂及喜劇類 | 提名 |
| 2017 | 金球獎               | 最佳電視女演員獎－音樂及喜劇類                 | 茱莉亞·路易斯-德瑞弗斯 | 提名 |
| 2017 | IGN獎                | 最佳電視影集獎                                 | 最佳電視影集獎 | 提名 |
| 2017 | IGN獎                | 最佳喜劇類影集獎                               | 最佳喜劇類影集獎 | 提名 |
| 2017 | IGN人民選擇獎        | 最佳電視影集獎                                 | 最佳電視影集獎 | 提名 |
| 2017 | IGN人民選擇獎        | 最佳喜劇類影集獎                               | 最佳喜劇類影集獎 | 提名 |
| 2017 | 人民選擇獎           | 最喜愛收費電視網喜劇類影集獎                   | 最喜愛收費電視網喜劇類影集獎 | 提名 |
| 2017 | 人民選擇獎           | 最喜愛收費電視網影集女演員獎                   | 茱莉亞·路易斯-德瑞弗斯 | 提名 |
| 2017 | 道林獎               | 年度電視喜劇獎                                 | 年度電視喜劇獎 | 提名 |
| 2017 | 道林獎               | 年度電視演出獎－女演員                         | 茱莉亞·路易斯-德瑞弗斯 | 提名 |
| 2017 | 美國電影剪輯艾迪獎   | 最佳電視半小時影集剪輯獎                       | 史提夫·拉希（集數：選舉翌日） | 獲獎 |
| 2017 | 美國電影剪輯艾迪獎   | 最佳電視半小時影集剪輯獎                       | 尚恩·派柏（集數：母親） | 提名 |
| 2017 | 美國製片人協會獎     | 喜劇類電視集數最佳製作人丹尼·托马斯獎          | 大衛·曼德爾、法蘭克·瑞奇、茱莉亞·路易斯-德瑞弗斯、劉·莫頓、摩根·薩凱特、托尼·羅氏、西恩·格雷、彼德·海克、吉姆·馬戈利斯、艾力克斯·格雷戈里、喬治婭·普里琪、威爾·史密斯、克里斯·艾迪生、瑞秋·愛克斯勒、大衛·海曼、艾利克·肯沃德、比利·金寶、史提夫·柯倫 | 提名 |
| 2017 | 美國演員工會獎       | 最佳喜劇類影集女演員獎                         | 茱莉亞·路易斯-德瑞弗斯 | 獲獎 |
| 2017 | 美國演員工會獎       | 最佳喜劇類影集整體演出獎                       | 丹·巴克達爾、舒芙·布萊蕭、安娜·克倫斯基、蓋瑞·柯爾、凱文·鄧恩、可莉雅·杜瓦、尼爾森·富蘭克林、托尼·海爾、休·羅利、茱莉亞·路易斯-德瑞弗斯、山姆·理查德森、雷德·史考特、提摩西·西蒙斯、約翰·斯拉特里、莎拉·蘇瑟蘭、麥特·華許、韋恩·維爾德森              | 提名 |
| 2017 | 美國導演工會獎       | 喜劇類影集最佳導演成就獎                       | 貝琪·馬丁（集數：就職典禮） | 獲獎 |
| 2017 | 美國導演工會獎       | 喜劇類影集最佳導演成就獎                       | 戴爾·史鄧（集數：母親） | 提名 |
| 2017 | 美國編劇工會獎       | 最佳喜劇類影集獎－電視類                       | 全體編劇群 | 提名 |
| 2017 | 藝術指導公會獎       | 最佳製作設計獎－半小時單鏡影集                 | 吉米·格洛斯特 | 提名 |
| 2017 | 皮博迪獎             | 娛樂類                                         | 娛樂類 | 獲獎 |
| 2017 | 影音協會獎           | 最佳電視影集音效混合成就獎－半小時             | 威廉·麥可佛森、約翰·W·庫克二世、比爾·弗利許（集數：國會皮球） | 提名 |
| 2017 | Cine Awards          | 最佳喜劇及喜劇劇情類影集客串演出獎             | 休·羅利 | 提名 |
| 2017 | 電視評論家協會獎     | 最佳喜劇類成就獎                               | 最佳喜劇類成就獎 | 提名 |
| 2017 | 電視評論家協會獎     | 喜劇類個人成就獎                               | 茱莉亞·路易斯-德瑞弗斯 | 提名 |
| 2017 | Gold Derby電視獎     | 最佳喜劇類影集獎                               | 最佳喜劇類影集獎 | 獲獎 |
| 2017 | Gold Derby電視獎     | 最佳喜劇類影集女演員獎                         | 茱莉亞·路易斯-德瑞弗斯 | 獲獎 |
| 2017 | Gold Derby電視獎     | 最佳喜劇類影集男配角獎                         | 提摩西·西蒙斯 | 提名 |
| 2017 | Gold Derby電視獎     | 最佳喜劇類影集男配角獎                         | 托尼·海爾 | 提名 |
| 2017 | Gold Derby電視獎     | 最佳喜劇類影集女配角獎                         | 安娜·克倫斯基 | 提名 |
| 2017 | Gold Derby電視獎     | 最佳喜劇類影集客串男演員獎                     | 休·羅利 | 提名 |
| 2017 | Gold Derby電視獎     | 最佳喜劇類影集客串男演員獎                     | 彼得·邁克尼科爾 | 提名 |
| 2017 | Gold Derby電視獎     | 最佳喜劇類影集客串女演員獎                     | 莎莉·菲利浦斯 | 提名 |
| 2017 | Gold Derby電視獎     | 最佳喜劇類影集集數獎                           | 集數：奠基 | 提名 |
| 2017 | 在線電影與電視協會獎 | 最佳喜劇類影集獎                               | 最佳喜劇類影集獎 | 提名 |
| 2017 | 在線電影與電視協會獎 | 喜劇類影集最佳女演員獎                         | 茱莉亞·路易斯-德瑞弗斯 | 獲獎 |
| 2017 | 在線電影與電視協會獎 | 喜劇類影集最佳男配角獎                         | 托尼·海爾 | 提名 |
| 2017 | 在線電影與電視協會獎 | 喜劇類影集最佳男配角獎                         | 麥特·華許 | 提名 |
| 2017 | 在線電影與電視協會獎 | 喜劇類影集最佳女配角獎                         | 安娜·克倫斯基 | 提名 |
| 2017 | 在線電影與電視協會獎 | 喜劇類影集最佳客串男演員獎                     | 休·羅利 | 提名 |
| 2017 | 在線電影與電視協會獎 | 喜劇類影集最佳客串男演員獎                     | 彼得·邁克尼科爾 | 提名 |
| 2017 | 在線電影與電視協會獎 | 喜劇類影集最佳整體演出獎                       | 喜劇類影集最佳整體演出獎 | 提名 |
| 2017 | 在線電影與電視協會獎 | 喜劇類影集最佳導演獎                           | 喜劇類影集最佳導演獎 | 提名 |
| 2017 | 在線電影與電視協會獎 | 喜劇類影集最佳編劇獎                           | 喜劇類影集最佳編劇獎 | 提名 |
| 2017 | 在線電影與電視協會獎 | 影集類最佳剪輯獎                               | 影集類最佳剪輯獎 | 提名 |
| 2017 | 黃金時段艾美獎       | 最佳喜劇類影集獎                               | 最佳喜劇類影集獎 | 獲獎 |
| 2017 | 黃金時段艾美獎       | 最佳喜劇類影集女主角獎                         | 茱莉亞·路易斯-德瑞弗斯 | 獲獎 |
| 2017 | 黃金時段艾美獎       | 最佳喜劇類影集男配角獎                         | 托尼·海爾 | 提名 |
| 2017 | 黃金時段艾美獎       | 最佳喜劇類影集男配角獎                         | 麥特·華許 | 提名 |
| 2017 | 黃金時段艾美獎       | 最佳喜劇類影集女配角獎                         | 安娜·克倫斯基 | 提名 |
| 2017 | 黃金時段艾美獎       | 最佳喜劇類影集客串男演員獎                     | 休·羅利 | 提名 |
| 2017 | 黃金時段艾美獎       | 最佳喜劇類影集導演獎                           | 摩根·薩凱特（集數：美言） | 提名 |
| 2017 | 黃金時段艾美獎       | 最佳喜劇類影集導演獎                           | 大衛·曼德爾（集數：奠基） | 提名 |
| 2017 | 黃金時段艾美獎       | 最佳喜劇類影集導演獎                           | 戴爾·史鄧（集數：法官席次） | 提名 |
| 2017 | 黃金時段艾美獎       | 最佳喜劇類影集編劇獎                           | 比利·金寶（集數：喬治亞） | 提名 |
| 2017 | 黃金時段艾美獎       | 最佳喜劇類影集編劇獎                           | 大衛·曼德爾（集數：奠基） | 提名 |
| 2017 | 黃金時段艾美獎       | 最佳敘事節目製作設計獎（半小時或以下）         | 吉米·格洛斯特、安德魯·利區、金柏莉·沃納普（集數：奧馬哈之行） | 獲獎 |
| 2017 | 黃金時段艾美獎       | 最佳喜劇類影集選角獎                           | 多利安·法蘭科、西比·柯克格斯納 | 獲獎 |
| 2017 | 黃金時段艾美獎       | 最佳單鏡影集攝影獎（半小時）                   | 大衛·米勒（集數：卡達行） | 獲獎 |
| 2017 | 黃金時段艾美獎       | 最佳喜劇類影集單鏡影片剪輯獎                   | 羅傑·尼嘉、甘納迪·弗里德曼（集數：女總統的故事） | 提名 |
| 2017 | 黃金時段艾美獎       | 最佳喜劇類影集單鏡影片剪輯獎                   | 艾瑞克·基薩克（集數：奠基） | 提名 |
| 2017 | 黃金時段艾美獎       | 最佳喜劇、劇情類影集及動畫（半小時）音效混合獎 | 約翰·W·庫克二世、比爾·弗利許、比爾·麥可佛森（集數：奧馬哈之行） | 提名 |
| 2017 | IGN獎                | 最佳喜劇類影集獎                               | 最佳喜劇類影集獎 | 提名 |
| 2017 | IGN人民選擇獎        | 最佳喜劇類影集獎                               | 最佳喜劇類影集獎 | 提名 |
| 2018 | 美國製片人協會獎     | 喜劇類電視集數最佳製作人丹尼·托马斯獎          | 全體製作人 | 提名 |
| 2018 | 美國演員工會獎       | 最佳喜劇類影集女演員獎                         | 茱莉亞·路易斯-德瑞弗斯 | 獲獎 |
| 2018 | 美國演員工會獎       | 最佳喜劇類影集整體演出獎                       | 丹·巴克達爾、安娜·克倫斯基、蓋瑞·柯爾、瑪格麗特·柯林、凱文·鄧恩、可莉雅·杜瓦、尼爾森·富蘭克林、托尼·海爾、茱莉亞·路易斯-德瑞弗斯、山姆·理查德森、保羅·許爾、雷德·史考特、提摩西·西蒙斯、莎拉·蘇瑟蘭、麥特·華許                                        | 獲獎 |
| 2018 | 美國電影剪輯艾迪獎   | 最佳非商業電視喜劇類影集剪輯獎                 | 羅傑·尼嘉、甘納迪·弗里德曼（集數：女總統的故事） | 提名 |
| 2018 | 藝術指導公會獎       | 最佳製作設計獎－半小時單鏡影集                 | 吉米·格洛斯特 | 提名 |
| 2018 | 美國導演工會獎       | 喜劇類影集最佳導演成就獎                       | 貝絲·麥卡錫-米勒（集數：女總統的故事） | 獲獎 |
| 2018 | 美國編劇工會獎       | 最佳喜劇類影集獎－電視類                       | 全體編劇群 | 獲獎 |
| 2018 | 美國編劇工會獎       | 最佳喜劇類集數獎－電視類                       | 泰德·寇恩（集數：法官） | 提名 |
| 2018 | 衛星獎               | 最佳音樂及喜劇類影集獎                         | 最佳音樂及喜劇類影集獎 | 提名 |
| 2018 | 衛星獎               | 最佳音樂及喜劇類影集女演員獎                   | 茱莉亞·路易斯-德瑞弗斯 | 提名 |
| 2018 | Cine Awards          | 最佳喜劇及喜劇劇情類影集獎                     | 最佳喜劇及喜劇劇情類影集獎 | 提名 |
| 2018 | Cine Awards          | 最佳喜劇及喜劇劇情類影集女主角獎               | 茱莉亞·路易斯-德瑞弗斯 | 提名 |
| 2018 | 影音協會獎           | 最佳電視影集音效混合成就獎－半小時             | 威廉·麥可佛森、約翰·W·庫克二世、比爾·弗利許（集數：奧馬哈之行） | 提名 |

備註：
1. ↑  由於黃金時段艾美獎規定入圍客串類的演員之登場集數必須在全季的50%以下，邁克尼科爾雖確實僅演出4集，但因該季第9集「親吻自己姊妹」的紀錄片手法呈現，使他的登場集數多出1集，劇組亦未注意，因而使他喪失資格，[98]並由《女孩我最大》彼特·史可雷利（英语：Peter Scolari）取代其入圍名額。[99]
2. ↑  未公布入圍之製作人名單

## 外部連結
- 官方网站（英文）
- 互联网电影数据库（IMDb）上《副人之仁》的资料（英文）